# Jodocus Hondius II

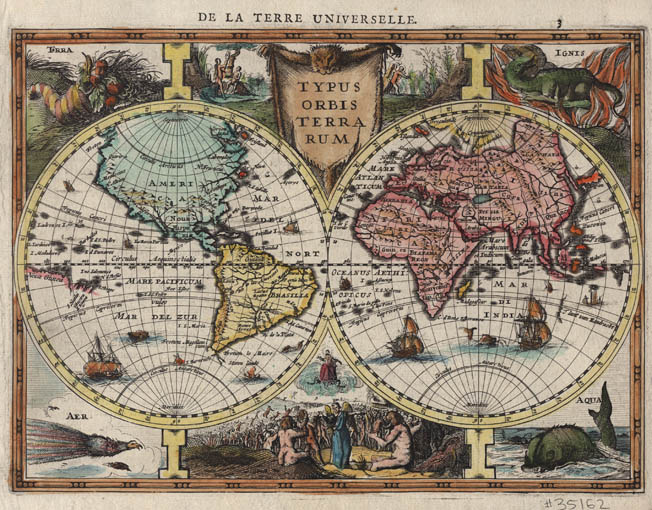
First published map in an atlas that shows parts of Australia. Published in 1630 by Jodocus Hondius II.

Jodocus Hondius de Tweede, ook bekend als Joost of Josse de Hondt, was een Nederlandse graveur en cartograaf die leefde in de late 16e en vroege 17e eeuw. Hij werd geboren in 1593 als de zoon van Jodocus Hondius de Oude, eveneens een bekende cartograaf en graveur, en de broer van Henricus Hondius, een andere prominente cartograaf. Jodocus Hondius de Tweede erfde na de dood van zijn vader in 1611 samen met zijn broer de familiale werkplaats en bleef kaarten en gravures van hoge kwaliteit produceren.
Een van de meest opmerkelijke bijdragen van Jodocus Hondius de Tweede was zijn rol bij de productie van de Mercator-Hondius-atlas. Deze atlas, voor het eerst gepubliceerd in 1595 door Gerard Mercator en later herzien en uitgebreid door Jodocus Hondius de Oude en Jodocus Hondius de Tweede, was een van de belangrijkste en meest invloedrijke atlassen van de late 16e en vroege 17e eeuw. Ook bezorgde hij de tweede uitgave van het Theatrum artis scribendi van zijn vader.
Jodocus Hondius de Tweede produceerde ook zijn eigen kaarten en gravures, waarvan er vele zeer gewild waren bij verzamelaars. Zo maakte hij een serie kaarten van de Lage Landen, die bekend stonden om hun gedetailleerde afbeeldingen van steden en dorpen. Deze kaarten werden met grote zorg en precisie gegraveerd en werden destijds beschouwd als enkele van de beste kaarten van de regio. Dat hij al vroeg zelfstandig optrad werd ook duidelijk door een resolutie van de Staten-Generaal van 28 juni 1613, die verordende dat tot “Judoco Hondio, de Jonge, is toegeleyt de somme van drye hondert gulden in eens, voor de toewijding ende presentatie, bij hem volgende de orde van synen vader saliger, en haere Ho. Mo. gedaen, van twee groote Globen, te weten een terrestris ende een celestis.”
Bovendien was Jodocus Hondius de Tweede lid van het Sint-Lucasgilde in Amsterdam, waar hij actief was aan het einde van de 16e eeuw. Het Sint-Lucasgilde was een genootschap van kunstenaars, waaronder schilders, beeldhouwers, graveurs en andere ambachtslieden. Ook was Jodocus Hondius de Tweede betrokken bij de productie van de Atlas Novus, een verzameling kaarten en illustraties die door zijn vader en oom werd uitgegeven. Dit werk werd beschouwd als een van de belangrijkste atlassen van de zeventiende eeuw.
Het werk van Jodocus Hondius de Tweede had een grote invloed op de cartografie en op de ontwikkeling van het maken van atlassen. Zijn kaarten en gravures waren zeer gedetailleerd en nauwkeurig en werden veel gebruikt door zeevaarders, kooplieden en geleerden. Bovendien hielpen zijn bijdragen aan de Mercator-Hondius-atlas ertoe om deze te vestigen als een van de belangrijkste en meest invloedrijke atlassen van de late 16e en vroege 17e eeuw.
Na het overlijden van Jodocus Hondius de Tweede kwam het gehele bedrijf in handen van zijn broer Henricus Hondius.